# Israel Juarbe
Israel Juarbe est un acteur et monteur américain né le 1er mars 1963.

## Filmographie

### comme acteur
- 1982 : Dreams Don't Die (TV) : Kirk
- 1982 : Drop-Out Father (TV) : Jose
- 1984 : Hadley's Rebellion (en) de Fred Walton : Manuel Hernandez
- 1984 : All the Kids Do It (TV) : Todd
- 1984 : Karaté Kid (The Karate Kid) : Freddy Fernandez
- 1984 : Le Flic de Beverly Hills (Beverly Hills Cop) : Room Service Waiter
- 1985 : Foley Square (série TV) : Courier
- 1986 : The George McKenna Story (TV)
- 1986 : The House of Ramon Iglesia (TV) : Charlie
- 1987 : Kandyland : Lumpy
- 1987 : Un couple à la mer (Overboard) : Engine Room Crewman (Yacht)
- 1988 : The Night Before (en) de Thom Eberhardt : Attendant
- 1989 : Bert Rigby, You're a Fool de Carl Reiner : Bell Hop
- 1989 : Peter Gunn (TV) : Angel
- 1993 : Proposition indécente (Indecent Proposal) : Citizenship Student
- 1994 : Les anges frappent et courent (Angels in the Outfield) : Jose Martinez
- 1995 : De l'amour à l'enfer (If Someone Had Known) (TV) : Bailiff
- 1995 : Traque sur Internet (The Net) : Thief
- 1996 : Un éléphant sur les bras (Larger Than Life) : Villager
- 1996 : Escroc malgré lui (Dear God) : Ernesto on Scaffold
- 1997 : Boogie Nights de Paul Thomas Anderson : Maurice's Brother #1

### comme monteur
- 1999 : Los Beltrán (série TV)
- 2000 : Five Wishes
- 2001 : Adjustments
- 2005 : Back to My Roots (TV)